# 美女と野獣 (荻野目洋子の曲)
「美女と野獣」（びじょとやじゅう）は、荻野目洋子の22枚目のシングル。1991年6月5日にビクター音楽産業（現、ビクターエンタテインメント）より発売された。

## 解説
久保田利伸が提供し、コーラスにも参加している。
テレビ番組出演時等ステージでは、ダンサーと共にダンスパフォーマンスを披露、スタンドマイクで歌唱していた。
リミックステイクがいくつか存在する（アルバム『BEST COLLECTION '92』収録savanna mix、『History』収録JUNGLE VERSION、『best hits non stop clubmix』収録Club Mix）。ライブステージでのみ披露されたバージョンもあり、そこでも久保田利伸がコーラス・ラップで参加している。

## 収録曲
1. 美女と野獣
作詞：川村真澄 / 作曲：久保田利伸 / 編曲：柿崎"wacky"洋一郎・中村"KITAROH"幸司
Jungle Chorus：TOSHINOBU KUBOTA
2. I Know You
作詞：覚和歌子 / 作曲・編曲：柿崎"wacky"洋一郎